# Tafi
Le tafi ou tegbo est une langue kwa parlée au Ghana. Elle est très proche du nyangbo.

## Écriture
| a | ã  | b   | bh   | d  | dz | dzy | ɖ | e  | ɛ | ɛ̃  | f | fw | g | gb | h | hw | i  |
| ĩ | ɩ  | ɩ̃   | k    | kp | l  | m   | n | ny | ŋ | ŋw | o | ɔ  | ɔ̃ | p  | r | s  | sh |
| t | ts | tsy | tsyw | u  | ũ  | ʊ   | ʊ̃ | v  | w | w̃  | x | xw | y | z  | z | zh |    |

Les tons sont indiqués sur les voyelles ou les nasales syllabiques à l’aide de :
- l’accent aigu pour le ton haut,
- le macron pour le ton moyen,
- l’accent grave pour le ton bas,
- le caron ou le grave-macron pour le ton montant,
- l’accent circonflexe, l’aigu-macron ou le macron-grave pour le ton descendant.